# IU
IU (koreansk: 아이유) er en sydkoreansk sanger, sangskriver og skuespillerinde.

## Diskografi

### Studioalbum
- Growing Up (2009)
- Last Fantasy (2011)
- Modern Times (2013)
- Palette (2017)
- Lilac (2021)

## Filmografi

### Film
- Dream (2021)

### TV-serie
- Dream High (2011)
- You Are the Best! (2013)
- Bel Ami (2013)
- The Producers (2015)
- Moon Lovers: Scarlet Heart Ryeo (2016)
- My Mister (2018)
- Persona (2019)
- Hotel del Luna (2019)